# جون نابير (لاعب كريكت)
جون نابير (5 يناير 1859 - 12 مارس 1939) (بالإنجليزية: John Napier)‏ هو كاهن أنجليكاني ولاعب كريكت بريطاني.